# Buenos Aires 100 kilómetros
Buenos Aires 100 kilómetros è un film del 2004 diretto da Pablo José Meza.

## Distribuzione
Il film è stato presentato per la prima volta al Marrakech International Film Festival in Marocco l'8 dicembre 2004. È uscito in Argentina il 10 febbraio 2005.
Il film è stato proiettato in vari festival cinematografici, tra cui: il Toulouse Latin America Film Festival in Francia; il Cartagena Film Festival in Colombia; il Festival del Cinema di Gramado e l'Huelva Latin American Film Festival in Spagna; l'Havana Film Festival a Cuba; e altri.

## Ricezione critica
Deborah Young, critica cinematografica per la rivista Variety e giornalista del San Sebastián International Film Festival, ha dato al film una recensione mista e ha scritto: "C'è una sensazione di autobiografia nel primo lungometraggio di Pablo Jose Meza, Buenos Aires 100 km. ... Senza il Sul bordo sardonico di racconti simili come l'uruguaiano 25 Watts, la foto manca anche del fascino di una favola magica sulla crescita. Quello che c'è sullo schermo è un po 'più franco della maggior parte dei programmi televisivi, ma non abbastanza strutturato per vincere molti spettacoli al di fuori dei festival... A parte alcune scene e momenti ben osservati, ci sono molte idee riscaldate e poco cinema avvincente."
Sneersnipe Film Review, in una colonna riportata dal Gramado Film Festival in Spagna, ha scritto: "Senza pretese e piacevolmente toccante, il film di Pablo José Meza, Buenos Aires 100 KM , racconta la storia ordinaria di un gruppo di 5 adolescenti argentini mentre si avvicinano e apprendono il mondo degli adulti e le sue brutali vanità per la prima volta."

## Riconoscimenti
- 2004 - Marrakech International Film Festival
  - Nomination Golden Star
- 2004 - Huelva Latin American Film Festival
  - Miglior nuovo regista
  - Miglior sceneggiatura
  - Special Jury Award
- 2005 - Lleida Latin-American Film Festival
  - Miglior film
  - Miglior sceneggiatura
- 2005 - Festival del Cinema di Gramado
  - Nomination Miglior film a Pablo José Meza
- 2005 - Cartagena Film Festival
  - Nomination Miglior film a Pablo José Meza
- 2006 - Argentinean Film Critics Association Awards
  - Nomination Miglior film a Pablo José Meza